# 贾斯珀 (阿拉巴马州)
贾斯珀（英文：Jasper），是美国阿拉巴马州下属的一座城市。面积约为28.46平方英里（约合73.71平方公里）。根据2010年美国人口普查，该市有人口14,352人，人口密度为504.3/平方英里（约合194.71/平方公里）。